# Comarostaphylis polifolia
Comarostaphylis polifolia là một loài thực vật có hoa trong họ Thạch nam. Loài này được (Kunth) Zucc. ex Klotzsch mô tả khoa học đầu tiên năm 1851.